# Pascual Cabrera
Pascual Cabrera – piłkarz urugwajski, pomocnik.
Jako piłkarz klubu Rampla Juniors był w kadrze reprezentacji podczas turnieju Copa América 1926, gdzie Urugwaj zdobył mistrzostwo Ameryki Południowej. Cabrera nie zagrał w żadnym meczu.
Razem z klubem Rampla Juniors Cabrera zdobył w 1927 roku mistrzostwo Urugwaju. Od 25 maja 1924 roku do 22 sierpnia 1925 roku rozegrał w reprezentacji Urugwaju 6 meczów, w których nie zdobył żadnej bramki.